# Војводство Беневент
Војводство Беневент (од 774. године Кнежевина Беневент) је била најјужнија лангобардска држава на Апенинском полуострву у средњем веку. Положај Римског војводства (Ducatus Romanusa) одвојио је Беневент од остатка лангобардске државе због чега је Војводство од самих почетака функционисало као независна држава чији је владар само формално признавао сизеренство лангобардског краља.

## Историја
Година настанка војводства Беневент је спорна. Према неким историчарима, лангобарди су били присутни у јужној Италији и пре него што су у потпуности овладали долином реке По. Они сматрају да је Војводство настало 571. године. Међутим, Лангобарди су на ове просторе можда доспели и касније, око 590. године. У сваком случају, први војвода Беневента био је Зото. Зото је проширио границе Војводства до обале Кампаније. Иако је у почетку владао самостално, Зото је касније приморан да формално призна вазалски положај у односу на лангобардског краља. Наследио га је нећак Арехис I.
Зотови наследници ширили су посед Беневента на рачун византијских територија. Арехис је заузео Капуу и Кротон, опљачкао византијски град Амалфи, али је доживео неуспех у покушају да освоји Напуљ. Византинци су на југу задржали само Напуљ, Амалфи, Гаету, Соренто, Калабрију и градове Апулије (Бари, Бриндиси, Отранто, итд). Године 663. град Беневент опседнут је од стране Византинаца у склопу неуспелог покушаја цара Констанса II да поврати изгубљене територије у јужној Италији. Мир је закључен 680. године, исте године када су Византинци признали лангобардска освајања на Апенинском полуострву. Главна опасност по Беневент претила је са севера, од стране лангобардског краља. Лијутпранд (712-744) је покушао да на престо доведе свога кандидата. Рачис, његов наследник, забранио је трговину са Беневентом и Сполетом.
Лангобардски краљ Дезидерије је 758. године успео да накратко заузме Сполето и Беневент. Међутим, Дезидерије је поражен у рату са франачким краљем Карлом, а Арехис II се изборио за независност. Неприступачност терена око Беневента обезбедила је Војводству независност. Године 787. беневентски војвода признао је врховну власт франачког краља. Следеће године Беневент је нападнут од стране Дезидеријевог сина Адалгиса који се нашао на челу византијских трупа. Гримоалд III је, уз франачку помоћ, одбио нападе.
У другој половини 9. века долази до напада Сарацена на југ Италије. Године 899. Атенулф I од Капуе осваја Беневент и прикључује га својој држави. Године 978. кнез Салерна, Пандулф, осваја Беневент. Године 1022. осваја га Хенрик II Немачки, а 1053. године нормански војсковођа Роберт Гвискар. Гвискар га је 1078. године препустио папи. Након Наполеоновог освајања Италије 1806. године, војвода постаје Шарл Морис де Талеран. Одлукама Бечког конгреса, Беневент је враћен папи.